# Lighting up the stars
Lighting up the stars (xinès simplificat: 人生大事, pinyin: Rénshēng Dàshì, literalment 'Esdeveniments de la vida') és una pel·lícula xinesa de l'any 2022 dirigida per Liu Jiangjiang.

## Trama
La pel·lícula, ambientada en Wuhan l'any 2019, parla de la vida quotidiana de les classes treballadores i mitjana. La trama se centra en un treballador d'una la funerària, Mo Sanmei, (interpretat per Zhu Yilong) qui coneix l'orfe Wu Xiaowen (interpretada per Yang Enyou) durant un funeral poc després que haja eixit de la presó. Amb reticències, Mo té cura de Xiaowen i la decisió li afegeix una càrrega encara més gran als seus problemes vitals. Després d'una sèrie de contratemps, l'improbable parella de pare i filla desenvolupen una relació especial, i això canvia la manera com Mo veu la seua faena com a professional de la funerària i la seua vida.